# ۲-ایدلبائوو
۲-ایدلبائوو (انگلیسی: 2nd Idelbaevo) یک شهرک در شهرستان سالاواتسکی استان باشقیرستان کشور روسیه است.